# Sitticus cautus
Sitticus cautus là một loài nhện trong họ Salticidae.
Loài này thuộc chi Sitticus. Sitticus cautus được Elizabeth Maria Gifford Peckham & George William Peckham miêu tả năm 1888.